# 吉川銀二
吉川 銀二（よしかわ ぎんじ、1965年6月20日 - ） は、日本の俳優。映画やVシネマで活動している。2011年2月23日にはシンガー・ソング・ライター「SILVA2」としてアーティスト・デビューしている。

## 来歴・人物
福岡県で若い時から不動産業者などを営み、その後2000年頃から俳優をするようになる。主にVシネマで活動しており、多くはヤクザ役を演じている。
その後、映画『INTO THE SUN』に出演。ハリウッドに於いての俳優登録もされている。
2011年2月23日にシンガー・ソング・ライター「SILVA2（シルバツゥ）」としてデビューした。3月には華々しいデビュー企画を組み立てていたものの3月11日に起きた東日本大震災のために本人の希望によりこれらをキャンセルし全面自粛。
2011年3月11日に起きた東日本大震災直後には、福島復興支援活動も行う。同年に児童養護施設や被害被災を支援する伊達基金が『タイガーマスク』の原作者である梶原一騎の実弟である真樹日佐夫を中心に設立された。吉川はその真樹道場の福岡支部長を務め、真樹の意思を継承し支援活動を推進している。

## Vシネマ
- 首領への道（2000年 - 2002年、GPミュージアムソフト）
  - 首領への道11（2000年） - 中丸一家若頭 新堂聡次
  - 首領への道13、15、16、20、劇場版（2001年 - 2004年） - 中丸一家若頭 新道光彦
- 暴力商売2（2001年、大映）
- 喧嘩の極意 突破者番外地（2001年）- 白誠会 灘桃太朗
- 実録・鉄砲玉（2001年） - 羽山組滝沢組若頭
- 実録・山陽道やくざ戦争 手打ち破り（2001年、コンセプト＝ミュージアム） - 三代目山王会直参 真田組組長 真田利雄
- 実録・大阪やくざ戦争 報復（2002年、GPミュージアムソフト） - 三代目山王会若頭補佐 村秀組組長 村田秀信
- 実録・北陸やくざ戦争（2002年） - 三代目山王会若頭補佐 村秀組組長 村田秀信
- 実録・史上最大の抗争 義絶状（2002年8月） - 三代目山王会若頭補佐 剛真会会長 中浜勝義
  - 実録・史上最大の抗争 義絶状2（2002年10月） - 四代目山王会若頭 剛真会会長 中浜勝義
- 実録・北海道やくざ戦争 北海の挽歌（2002年） - 屋台中華そばの親父
- 残侠伝説 覇王道（2002年） - 高岡組系松田組組長 松田
- やくざの憲法 赤字破門（2003年） - 天堂組津上組若頭
- 実録 みちのく抗争 死守りの盃（2003年） - 五代目山王会直参 羽田組組長 羽田悪太
- 悪 WARU（2006年）
- 実録 九州やくざ抗争 誠への道 完結篇（2007年） - 二代目村富一家若頭補佐 小仲組組長 小仲健吉（→二代目村富一家若頭）
- ビジネスマン必勝講座 ヤクザに学ぶ交渉術（2007年）第3話「捨て身で飛び込め!」 - E組 E組長
- 東京〜ここは、硝子の街〜（2014年、寺西一浩監督） - 藤山昌史 （モントリオール映画祭ノミネート）
- 新宿ミッドナイトベイビー（2015年、寺西一浩監督） （モントリオール映画祭ノミネート）

## 映画
- 修羅がゆく12 北九州死闘篇（2000年）- 佐竹学
- すてごろ 梶原三兄弟激動昭和史（2003年）
- INTO THE SUN（2005年）

## ディスコグラフィ
SILVA2（シルバツゥ）名義

### mini album
- 絆〜ひたすら待つ〜（2011年2月23日 品番YZOC-5015）

1. 絆〜ひたすら待つ〜 ※リード曲。娘を思う男の気持ちを歌っている。
2. ジェントルマン
3. 道標
4. 通過点
5. 絆〜ひたすら待つ〜（instrumental)
6. ジェントルマン（instrumental)